# Ercüment Kafkasyalı
Ercüment Kafkasyalı (* 13. September 1985 in Ankara) ist ein türkischer Fußballtorhüter.

## Karriere
Kafkasyalı begann mit dem Vereinsfußball 1999 in der Jugend von Ankara Şekerspor. Ein Jahr später wechselte er dann in die Jugend von Gençlerbirliği ASAŞ, der Zweitmannschaft des Erstligisten Gençlerbirliği Ankara. Hier erhielt er 2004 einen Profivertrag und kehrte bereits zwei Monate später zum Stammverein Gençlerbirliği zurück. Dort spielte er fast ausschließlich für die Reservemannschaft und befand sich als dritter Torhüter im Kader der Profimannschaft. Zudem wurde er bis zum Jahr 2010 mehrmals ausgeliehen.
2010 wechselte er zu Konyaspor. Hier saß er in seiner ersten Saison ausschließlich auf der Ersatzbank, während er in der Reserve sporadisch zu Einsätzen kam. Im Sommer 2012 wechselte er zum Drittligisten Polatlı Bugsaşspor. Bereits nach einer Saison wechselte er zum Hauptverein von Bugsaşspor, dem Zweitligisten Ankaraspor. Mit diesem Verein, der seit Sommer 2014 Osmanlıspor FK heißt, wurde er am Ende der Zweitligasaison 2014/15 Play-off-Sieger der TFF 1. Lig und stieg damit in die auf.
Im Sommer 2017 wechselte er zum Drittligisten Sakaryaspor.

## Erfolge
Mit Osmanlıspor FK
- Play-off-Sieger der TFF 1. Lig und Aufstieg in die Süper Lig: 2014/15